# Willy Oßwald
Georg Gustav Willy Oßwald (* 13. Mai 1863 in Bautzen; † 31. Dezember 1929 in Dresden) war ein deutscher Kommerzienrat, Direktor der Filiale Dresden der Deutschen Bank und Konsul. 

## Leben und Wirken
Er war der Sohn des Stadtrats Heinrich Rudolf Oßwald aus Bautzen. Nach dem Schulbesuch schlug er eine Ausbildung zum Bankkaufmann ein. Er stieg in Dresden bis zum Kommerzienrat und Direktor der Deutschen Bank auf. Diese Funktion übernahm er 1901. Aus Anlass des 25-jährigen Jubiläums als Bankdirektor verlieh ihm im Juli 1926 die Technische Hochschule für seine verdienstvolle Tätigkeit den Titel eines Ehrensenators. Daneben war er in den Aufsichtsräten zahlreicher Unternehmen. Ab 1912 war er zudem als norwegischer Konsul in Dresden tätig. Er starb zu Silvester 1929 und wurde am 6. Januar 1930 auf dem Johannisfriedhof in Dresden beigesetzt.